# Jeri Gaile
Jeri Gaile ist eine US-amerikanische Schauspielerin. Ihre bekannteste Rolle ist die der Rose McKay in der Fernsehserie Dallas.

## Karriere
Jeri Gaile hatte ihre erste Rolle 1982 in einer Knight-Rider-Folge. Zumeist spielte sie kleinere Rollen in US-Fernsehserien, Ausnahmen bildeten lediglich der Film Frauen waren sein Hobby und der Fernsehfilm Kate's Secret. Von 1988 bis 1991 war sie wiederkehrend als Rose McKay in Dallas zu sehen. Ihre letzte Schauspielrolle hatte sie 1996 in einer Folge der kurzlebigen Serie Das Seattle Duo.

## Filmografie (Auswahl)
- 1982: Knight Rider (Folge 1x06)
- 1983: Frauen waren sein Hobby (The Man Who Loved Women, Film)
- 1983–1984: Matt Houston (2 Folgen)
- 1986: Kate's Secret (Fernsehfilm)
- 1986: Trio mit vier Fäusten (Riptide, Folge 3x13)
- 1988–1991: Dallas (20 Folgen)
- 1990: Mord ist ihr Hobby (Murder, She Wrote, Folge 7x09)
- 1991: Harrys wundersames Strafgericht (Night Court, 8x13)
- 1995: Superman – Die Abenteuer von Lois & Clark (Lois & Clark: The New Adventures of Superman, Folge 2x20)
- 1996: Das Seattle Duo (Mr. & Mrs. Smith, Folge 1x04)